# Gabriel Retes
Gabriel Retes Balzaretti (Ciudad de México, 25 de marzo de 1947-20 de abril de 2020), conocido como Gabriel Retes fue un director de cine mexicano.

## Datos biográficos

### Primeros años
Fue hijo de uno de los más importantes actores y directores teatrales en México, el maestro Ignacio Retes y la actriz Lucila Balzaretti, pionera de la crítica cinematográfica femenina.[cita requerida]
A los 13 años de edad, comenzó a trabajar en puestas en escena de las obras dramáticas de Sófocles, George Bernard Shaw, William Shakespeare y Eugene O’Neill. Participó en diversas obras dirigidas por su padre, pero su debut como actor de cine se dio con Ardiendo en el sueño (1968), filmada por Paco Ignacio Taibo II, amigo suyo, en formato Súper-8. 

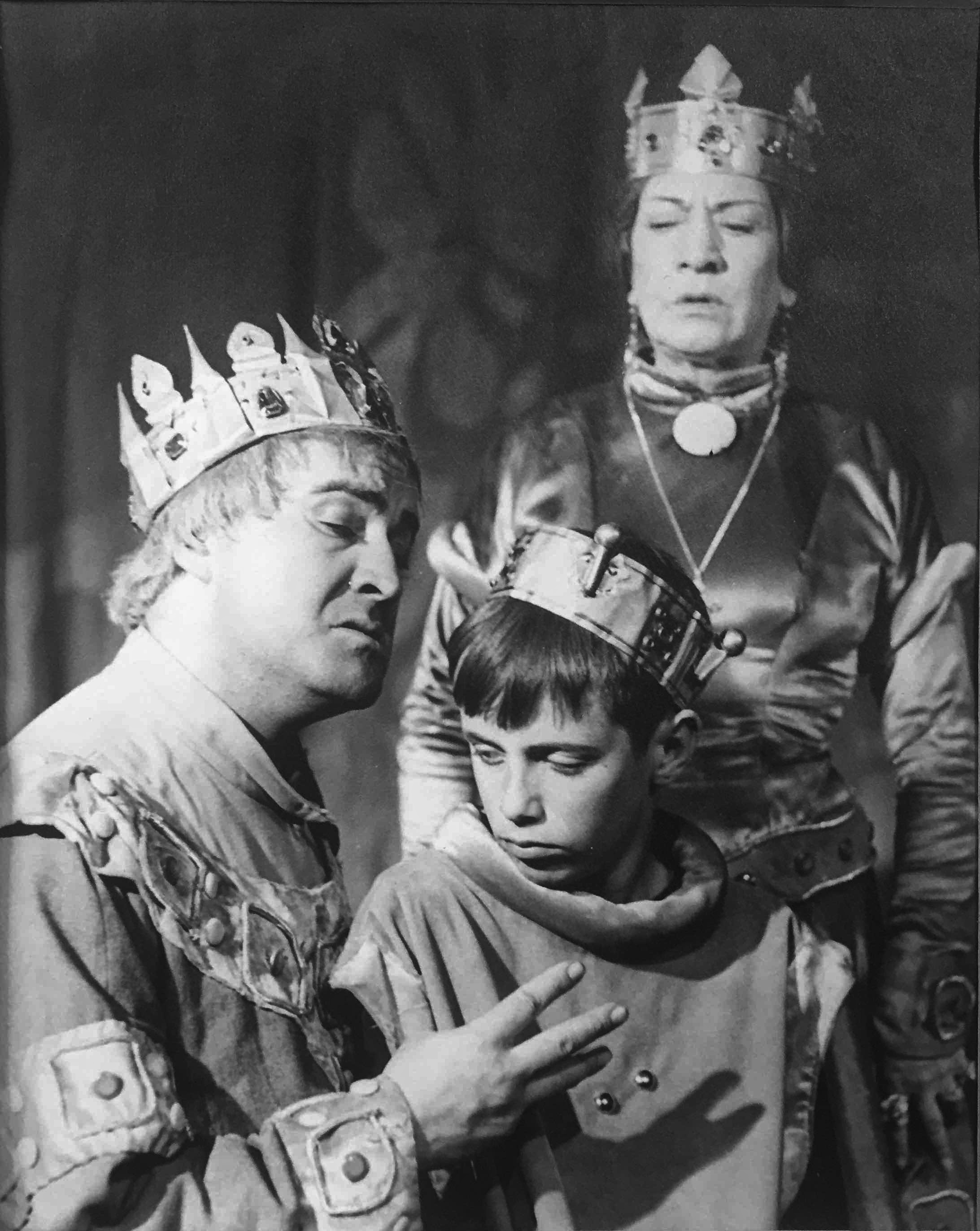
José Gálvez, Gabriel Retes y Lola Tinoco, en Becket.

### Sus inicios en el cine
Hacia finales de los años 60, inició su carrera como actor de cine, sin abandonar del todo el teatro, en cintas como: Ardiendo en el sueño (dir. Paco Ignacio Taibo II, 1968), Cristo 70 (dir. Alejandro Galindo, 1969), Ya somos hombres (dir. Gilberto Gazcón, 1970), La bestia acorralada (dir. Alberto Mariscal, 1974), Los cachorros (dir. Jorge Fons, 1971), Presagio (dir. Luis Alcoriza, 1975), Las fuerzas vivas (dir. Luis Alcoriza, 1975), Lo mejor de Teresa (dir. Alberto Bojórquez, 1976), El recurso del método (dir. Miguel Littín, 1977) y El cometa (dir. Marisa Sistach, 1997). Este acercamiento al mundo cinematográfico lo llevó a crear sus primeros trabajos en Súper 8, donde iba esbozando su estilo y sus temas. Destacan los cortometrajes: Sur (1969), El paletero (1970), Fragmentos (1971), El asunto (1972) y Tribulaciones en el seno de una familia burguesa (1972). Esta última obtuvo los premios a la mejor realización y al mejor argumento en el Segundo Encuentro de Realizadores de Cine en Súper 8, organizado por la Casa del Lago, además del primer premio en el segundo Concurso de Cine Experimental de Super-8, organizado por la Asociación Nacional de Actores (ANDA y de reconocimientos especiales en el Festival Internacional de Cine de Cartagena y en el V Festival Internacional del Nuevo Cine en Super-8, celebrado en 1980 en Caracas.[cita requerida]
Con Alfredo Gurrola, Retes fue uno de los pocos cineastas que del Súper - 8 logró saltar a la industria fílmica mexicana gracias a la creación de empresas estatales de producción en los 70. De esa época es Chin chin el teporocho, su primera película profesional, invitada en la edición XXVIII del Festival de Locarno y ganadora del Premio Ariel a Mejor Ópera Prima.[cita requerida]

## Reacciones ante su muerte
El escritor, director y productor mexicano Guillermo Arriaga declaró, en su cuenta de Twitter: "Me pesa. Varias películas suyas fueron muy influyentes en mi generación y era una excelente persona. Un abrazo a los suyos y a toda la comunidad cinematográfica."[cita requerida]
La directora mexicana María Novaro lo reconoció como un "cineasta prolífico, polémico, brillante, divertido, energético, enloquecido y entrañable".[cita requerida]
Instituciones como la Filmoteca de la UNAM y el Festival de Cine de Morelia emitieron sus respectivos mensajes de tristeza y sus condolencias.[cita requerida]

## Acusaciones de abuso
En 2024, la actriz mexicana Ana Claudia Talancón hizo declaraciones acerca de presuntos episodios de acoso vividos durante su participación como compañera de elenco de Gabriel Retes en la película "El Cometa", estrenada en 1999. Según Talancón, Retes, que tenía 51 años al momento de las acusaciones, la acosaba. En entrevista con Yordi Rosado, Talancón mencionó: "Gabriel Retes en 'El Cometa' llegaba y te decía: 'a mí hace mucho que no se me para, pero anoche soñé contigo', yo tenía 15 años. Y no sé por qué el hecho de que ya no esté con nosotros me hace sentir que puedo hablar de esto".
Además, la página de Twitter #MeTooCineMexicano ha señalado a Retes como un director que supuestamente incitaba a promesas del cine a participar en tríos con su esposa, y que repercudía si no se accedía a sus solicitudes. Sin embargo, aún no existen publicaciones oficiales que corroboren estas acusaciones.

## Filmografía

### Los años duros
El nacimiento de un guerrillero. Súper 8mm. Las vidas de Rolo, Chino y Boby toman rumbos distintos a partir del movimiento estudiantil de los sesenta. Años después, los jóvenes se reencuentran. Rolo se ha convertido en guerrillero, Boby en empresario y Chino en un hombre amargado y solitario.
- Dirección: Gabriel Retes
- Guion: Gabriel Retes
- Fotografía: Gabriel Retes
- Música: Carlos González
- Reparto: Manuel Flaco Ibáñez, Paloma Woolrich, Lucila Balzaretti, Ignacio Retes[cita requerida]

### Chin Chin el teporocho
- Ópera prima 35mm

Tras filmar en Super 8 varios cortometrajes que fueron muy bien recibidos por la crítica, especialmente Tribulaciones en el seno de una familia burguesa (1972), Retes pudo dirigir su primer largometraje comercial, Chin Chin el teporocho. Es la historia de Rogelio, un joven de origen humilde del barrio de Tepito que se enamora de Michelle, hija de un rico abarrotero, pero su matrimonio con ella será un fracaso y él terminará como un teporocho más. Fue premiado con un Ariel.[cita requerida]

### Nuevo mundo
Del Taller de Escritores Cinematográficos, surgió El Inquisidor, un guion de Pedro F. Miret, que Retes filmó con el título de Nuevo mundo, la historia de la creación de un icono religioso utilizado por los españoles como arma de conquista cuando tuvieron que enfrentarse a la evangelización de los indígenas, gente sumamente religiosa pero que no estaba dispuesta a cambiar sus cultos. Ante una incipiente revuelta, Fray Pedro le pedirá a un pintor indígena que pinte una Virgen que traiga paz a esa tierra.[cita requerida]

### Flores de papel
Un grupo de vagabundos, encabezados por China, ocupan la residencia de Héctor Trejo, un hombre de negocios, provocando el terror en su esposa e hijos. Mientras tanto, otro vagabundo, El Dientes, invade el apartamento de Eva, iniciándose entre ambos una relación amor-odio. Cuando China abandona la residencia ocupada, es seguido por Héctor y su familia, quienes encuentran en el campo al Dientes y Eva. Filme que, tras participar en el Festival de Berlín, fue premiado con una Diosa de Plata.[cita requerida]

### Bandera Rota
¡El chantaje más original del siglo!
Cuando unos jóvenes cineastas se vuelven testigos de un crimen pasional y lo filman, se inicia el chantaje más original del siglo. Mediante un plan fantasiosamente urdido, le hacen llegar al asesino, conocido personaje de la industria y las finanzas, una copia de la película que lo incrimina, exigiéndole que lleve a cabo reivindicaciones para la clase obrera... Dirección: Gabriel Retes, Guion: Gabriel Retes, Ignacio Retes, Fotografía: Genaro Hurtado, Música: Raúl Lavista, Reparto: Aarón Hernán, Tina Romero, Jorge Humberto Robles, Fernando Balzaretti, Jorge Santoyo, Abel Woolrich. Imcine / Cooperativa Río Mixcoac, México, 1978  95 min, Color. [cita requerida]

### Mujeres Salvajes
Un grupo de jóvenes mujeres está prisionero en una cárcel. Antes de morir, una anciana les informa dónde está enterrado un tesoro fabuloso de 450 kilogramos de oro. Las mujeres escapan de la prisión y van tras el dinero. Al llegar al sitio en donde se encuentra enterrado el oro, se dan cuenta de que están acampando ahí media docena de hombres... Dirección y guion: Gabriel Retes, Fotografía: Genaro Hurtado, Música: Juan José Calatayud, Reparto: Tina Romero, Jorge Santoyo, Patricia Mayers, Abel Woolrich, Cooperativa Río Mixcoac, México, 1984 • 91 min • Color. [cita requerida]

### Los Náufragos del Liguria
¡Cuando los piratas gobernaban los mares!
Un incendio provocado por Harry Thompson destruye el Liguria, un legendario barco del siglo XIX, y su cargamento de oro y diamantes se pierde en el mar. Thompson logra escapar, ignorando que Albizetti duerme en la misma lancha salvavidas que él aborda. Ambos consiguen llegar a una isla desierta a la que también han llegado, por el extremo contrario, otros sobrevivientes del naufragio: tres niños, una mujer y tres hombres... Basada en la novela de Emilio Salgari. Dirección: Gabriel Retes, Guion: Gabriel Retes, Pilar Campesino, Sergio Molina, Antonio Orellana, Fotografía: Guadalupe García, Música: Juan José Calatayud, Reparto: Tina Romero, Ignacio Retes, María José Garrido, Frida Maceira, Juan Claudio Retes, Ernesto Rivas, Gerardo Quiroz, Gonzalo Lora, Abel Woolrich. Cooperativa Río Mixcoac / Imcine, México, 1984 • 90 min • Color. [cita requerida]

### Náufragos II: Los Piratas
¡Cuando los piratas gobernaban los mares! Los náufragos encuentran, en algún lugar de la isla, una gruta en la que está enterrado el tesoro del pirata llamado El Corsario Negro. Además del tesoro —piedras preciosas, oro, perlas—, encuentran vestidos y la bitácora de navegación del pirata. Luego, un barco pirata irrumpe en la calma de la isla.
Dirección: Gabriel Retes. Guion: Pilar Campesino, Antonio Orellana. Fotografía: Guadalupe García. Música: Juan José Calatayud. Reparto: Tina Romero, Ignacio Retes, María José Garrido, Ernesto Rivas, Juan Claudio Retes, Gerardo Quiroz. Imcine / Cooperativa Río Mixcoac, México, 1986, 93 min, color.[cita requerida]

### La ciudad al desnudo
La ciudad, testigo mudo de las atrocidades de una civilización en decadencia, presencia las barbaridades de una pandilla de hombres que se enfrentan a una joven pareja que lucha por sobrevivir. En el arrebato de una agria discusión, Alfonso arroja una botella por la ventana y provoca un grave accidente. La pareja huye. Dirección: Gabriel Retes. Guion: Ignacio Retes. Fotografía: Francisco Bojórquez. Reparto: Lourdes Elizarrarás, Martín Barraza, Luis Felipe Tovar, Gonzalo Lora, Carlos Chávez. Cooperativa Río Mixcoac, México, 1989, 90 min, color. [cita requerida]

### Dispárenle a matar
Un hombre se ve involucrado en un asesinato y su vida se transforma radicalmente. Decide regresar a su pueblo para encontrarse con su familia y con un viejo amor. Desafortunadamente, tanto la policía como unos narcotraficantes lo empiezan a acosar, hasta que el hombre decide desaparecer completamente. Dirección: Gabriel Retes. Guion: José Bolaños, María del Pozo. Fotografía: Nacho Elizarrarás. Reparto: Gregorio Cazals, Lourdes Elizarrarás, Dolores Heredia, Zaide Silvia Gutiérrez, Ignacio Retes. México, 1989, 90 min, color. [cita requerida]

## Filmografía
- Identidad tomada (2020)
- La Revolución y los artistas (2018)
- El ombligo de la luna (corto) (2015)
- Mujeres en el acto (2013)
- Buscando la ola (2011)
- Arresto domiciliario (2008)
- Bienvenido-Welcome II (2006)
- La mudanza (2003)
- Un dulce olor a muerte (coproducción hispano-argentina, 1998)
- Bienvenido-Welcome (1994)
- El bulto (1992)
- El nacimiento de un guerrillero (1989)
- La ciudad al desnudo (1989)
- Los náufragos del Liguria II: Los piratas (1985)
- Los náufragos del Liguria (1985)
- Mujeres salvajes (1984)
- Bandera rota (1978)
- Flores de papel (1977)
- Nuevo mundo (1976)
- Chin Chin el teporocho (1975)
- Los años duros (1973)
- Tribulaciones en el seno de una familia burguesa (1972) (cortometraje)
- Triángulo (película) (1971)
- El paletero (1970)
- Sur (1970)

## Actor
- Vil (2019)
- El último día de Manuel (2017)
- El viaje de Keta (2014)
- Casi 30 (2014)
- Puerto Padre (2013)
- Mujeres en el acto (2013)
- Borrar de la memoria (2010)
- Arresto Domiciliario (2008)
- Bienvenido Welcome 2 (2004)
- Caribe (2004)
- Piedras Verdes (2000)
- Un dulce Olor a Muerte (1998)
- El cometa (1998)
- Bajo California El Límite del Tiempo (1998)
- Amaneció de golpe (1996)
- Bienvenido Welcome (1994)
- El Bulto (1991)
- Futuro Sangriento (1990)
- La ciudad al Desnudo (1989)
- Flores de Papel (1977)
- La mujer perfecta (1977)
- Lo mejor de Teresa (1976)
- Los cacos (1971)
- Fin de fiesta (1971)
- Juegos de alcoba (1971)
- Siete muertes para el texano (1970)
- Ardiendo en el sueño (1969)
- Como filmar una película por no decir XXX (2012-2013)
- La carpa(1973)
- Flores de Papel (1973)
- Octubre terminó hace mucho tiempo (2018)
- Galileo Galilei (1967)
- Los Albañiles (1966)
- El Juicio (1965)
- El Camino del Tabaco (1965)
- Los hombres del cielo (1963)
- A paso de cojo (1978)
- Las Fuerzas Vivas (1975)
- Presagio (1974)
- Cinco mil dólares de recompensa (1974)
- Los cachorros (1973)
- El recurso del método (1977)
- Actas de Marusia (1975)
- Triángulo (1971)
- Ya somos Hombres (1971)
- El cielo y tú (1971)
- La bestia Acorralada (1974)
- Cristo 70 (1970)
- Los marcados (1970)
- La Apariencias Engañan (1977)
- El Infierno de Todos tan Temido Llovizna (1979)
- El encuentro de un hombre solo (1973)

## Productor y coproductor
- Identidad Tomada (2019)
- La réplica ( 2018)
- La revolución y los Artistas (2018)
- Puerto Padre (2013)
- Mujeres en el Acto (2013)
- Buscando la Ola (2012)
- Arresto Domiciliario (2008)
- Bienvenido Welcome 2 (2004)
- Caribe (2004)
- La Mudanza (2003)
- She die (1998)
- La Nave de los Sueños (1996)
- Bienvenido Welcome (1994)
- La Ley de las Mujeres (1993)
- Ixtabai la Reina de la Serpiente (1993)
- El bulto (1991)
- Futuro Sangriento (1990)
- Aquí No Pasa Nada (1990)
- La Prueba Final (1990)
- La Ciudad al Desnudo (1989)
- La mujer Fiel (1989)
- Dispárenle a matar (1989)
- La Rebelión de los Colgados ( 1986-1987)
- Los Náufragos de Liguria ( 1984-1985)
- Los Náufragos II: Los Piratas (1984-1985)
- Mujeres Salvajes (1980)
- Bandera Rota (1987)
- Flores de Papel (1971)
- Nuevo Mundo (1976)
- Chin Chin El Teporocho (1976)
- Los Años Duros (1973)
- Octubre terminó hace mucho tiempo (2018)
- Trainspotting, la vida en el abismo (2015-2016)
- Como filmar una película por no decir XXX (2012-2013)
- El Ornitorinco (2005)